# Sinningia calcaria
Sinningia calcaria är en tvåhjärtbladig växtart som först beskrevs av Per Karl Hjalmar Dusén och Gustaf Oskar Andersson Malme, och fick sitt nu gällande namn av Chautems. Sinningia calcaria ingår i släktet Sinningia och familjen Gesneriaceae. Inga underarter finns listade i Catalogue of Life.